# Saint-Étienne-lès-Remiremont
Saint-Étienne-lès-Remiremont é uma comuna francesa na região administrativa do Grande Leste, no departamento de Vosges. Estende-se por uma área de 33.81 km². Em 2010 a comuna tinha 3 922 habitantes (densidade: 116 hab./km²).